# Chris Cornell
Chris Cornell (wym. [krɪs kɔrˈnɛl], właśc. Christopher John Boyle; ur. 20 lipca 1964 w Seattle, zm. 18 maja 2017 w Detroit) – amerykański muzyk, kompozytor, wokalista, autor tekstów, multiinstrumentalista i producent muzyczny. Współzałożyciel i frontman zespołu Soundgarden, którego był członkiem w latach 1984–1997 i 2010–2017. W 1990 został inicjatorem efemerycznego projektu Temple of the Dog, który powołał po śmierci bliskiego przyjaciela, ówczesnego lidera Mother Love Bone, Andrew Wooda. W latach 2001–2007 i 2017 występował w supergrupie Audioslave, złożonej z muzyków Rage Against the Machine, z którą nagrał trzy albumy studyjne. Cornell zrealizował również cztery albumy solowe – Euphoria Morning (1999), Carry On (2007), Scream (2009) i Higher Truth (2015). Znany był z szerokiej skali głosu, która wynosiła do 4 oktaw; śpiewał wysokim tonem, korzystając z techniki zwanej beltingiem. Zmarł 18 maja 2017 w wieku 52 lat, popełniając samobójstwo przez powieszenie.
W 2006 został sklasyfikowany na 4. miejscu w rankingu „100 najlepszych metalowych wokalistów wszech czasów” przygotowanego przez „Hit Parader”. W 2011 jego nazwisko zostało zamieszczone na 9. lokacie zestawienia „najlepszych wokalistów wszech czasów” dwutygodnika „Rolling Stone”. W 2019 został pośmiertnym laureatem nagrody Grammy w kategorii Best Rock Performance (za utwór „When Bad Does Good”).

## Życiorys

### Młodość

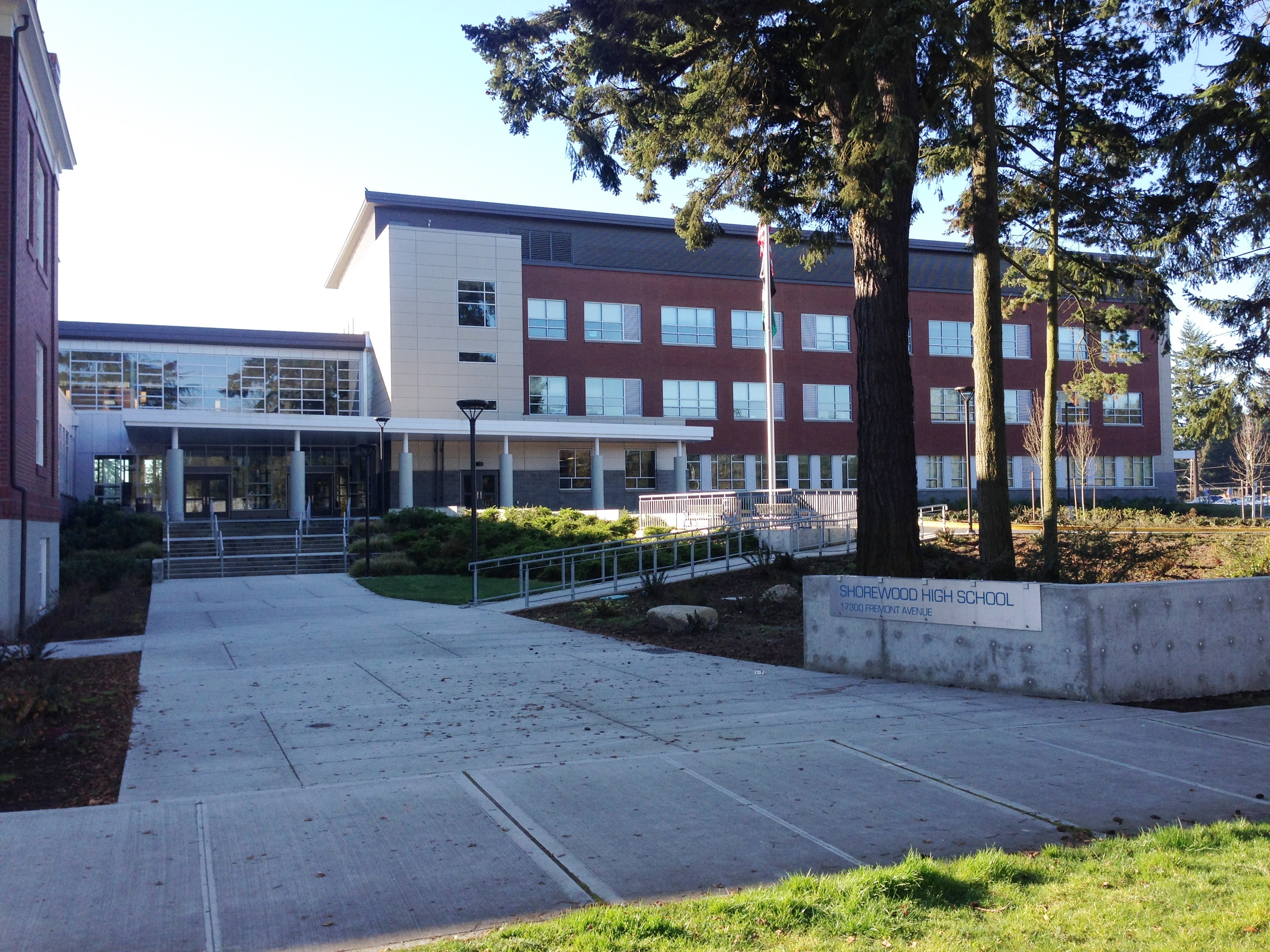
Chris Cornell do 16 roku życia uczęszczał do Shorewood High School

Christopher John Boyle urodził się 20 lipca 1964 w Seattle w stanie Waszyngton jako syn Edwarda „Eda” F. Boyle’a i Karen R. Cornell. Ojciec był farmaceutą i miał irlandzkie korzenie. Matka, będąca żydowskiego pochodzenia, zajmowała się księgowością. Cornell miał pięcioro rodzeństwa – dwóch starszych braci – Patricka i Petera – oraz trzy młodsze siostry – Katy, Maggie i Suzy. Wychowywał się w katolickiej rodzinie. Po rozwodzie rodziców, który przyszły muzyk mocno przeżył, wszyscy przyjęli panieńskie nazwisko matki. Uczęszczał do katolickiej szkoły podstawowej, gdzie w szóstej klasie po raz pierwszy wystąpił publicznie, wykonując antywojenny utwór „One Tin Soldier” z repertuaru The Original Caste.
W wieku 6 bądź 7 lat Cornell zafascynował się zespołem The Beatles, określając go mianem „pierwszej miłości”. Spędził ponad rok na intensywnym słuchaniu płyt grupy, których kolekcję odnalazł w piwnicy domu najstarszego brata swojego przyjaciela Johna Zimmera. Do innych ważnych wykonawców jego młodości należeli Alice Cooper i Lynyrd Skynyrd . Cornell był buntowniczym dzieckiem; zajmował się między innymi kradzieżą, a w wieku 12 lat sprzedawał narkotyki. Miał też dostęp do alkoholu, marihuany, LSD i leków na receptę.
W rozmowie z magazynem „Rolling Stone” wspominał: „Odkąd byłem narkomanem w wieku 13 lat, miałem złe doświadczenia z ich zażywaniem, i dlatego zrezygnowałem z dalszego brania gdy miałem 14 lat, a potem nie miałem żadnych przyjaciół aż do 16 roku życia”. Zrezygnował z nałogu na rzecz chęci rozwoju w kierunku muzycznym.
Będąc w siódmej klasie, Cornell wraz ze swoją siostrą został wydalony z katolickiej szkoły. Jak sam wspominał, miało to związek ze zbyt „ciekawskim podejściem”. „Będąc młodymi ludźmi, którzy mają naturalną ciekawość (…) zaczynasz szukać niespójności, których jest mnóstwo w zorganizowanej religii”. Kontynuował dalszą edukację w szkole średniej Shorewood High School w Shoreline, którą porzucił w wieku 16 lat. Aby móc wspomóc finansowo swoją matkę i resztę rodzeństwa, podejmował się różnych dorywczych prac, w tym handlarza ryb w hurtowni owoców morza i zastępcy szefa w restauracji Ray’s Boathouse w Seattle.
Doświadczenia takie jak rozwód rodziców, wydalenie ze szkoły i zażywanie fencyklidyny, spowodowały u Cornella w okresie młodości ciężką depresję wskutek której, prawie nie opuszczał swojego domu. Muzyk sam siebie określał typem samotnika; radził sobie ze swoimi lękami wokół innych ludzi poprzez muzykę rockową. Uczył się gry na gitarze i pianinie.

### Działalność artystyczna
Na początku lat 80. Cornell udzielał się w kilku garażowych zespołach, grając na perkusji. Pewnego dnia odpowiedział na ogłoszenie o poszukiwaniu wokalisty, zamieszczone w gazecie „The Rocket”. Matt Dentino, ówczesny lider cover bandu The Shemps wspominał: „Kiedy pierwszy raz go spotkałem, był punkiem, miał może z 18 lat. Miał krótkie włosy i był kucharzem”. Pierwszy występ zespołu odbył się w Morning Star Cafe w Seattle. Cornell mieszkał w domu Hiro Yamamoto. Muzycy rozpoczęli wspólne jammowanie. Wkrótce dołączył do nich gitarzysta Kim Thayil.

#### Soundgarden

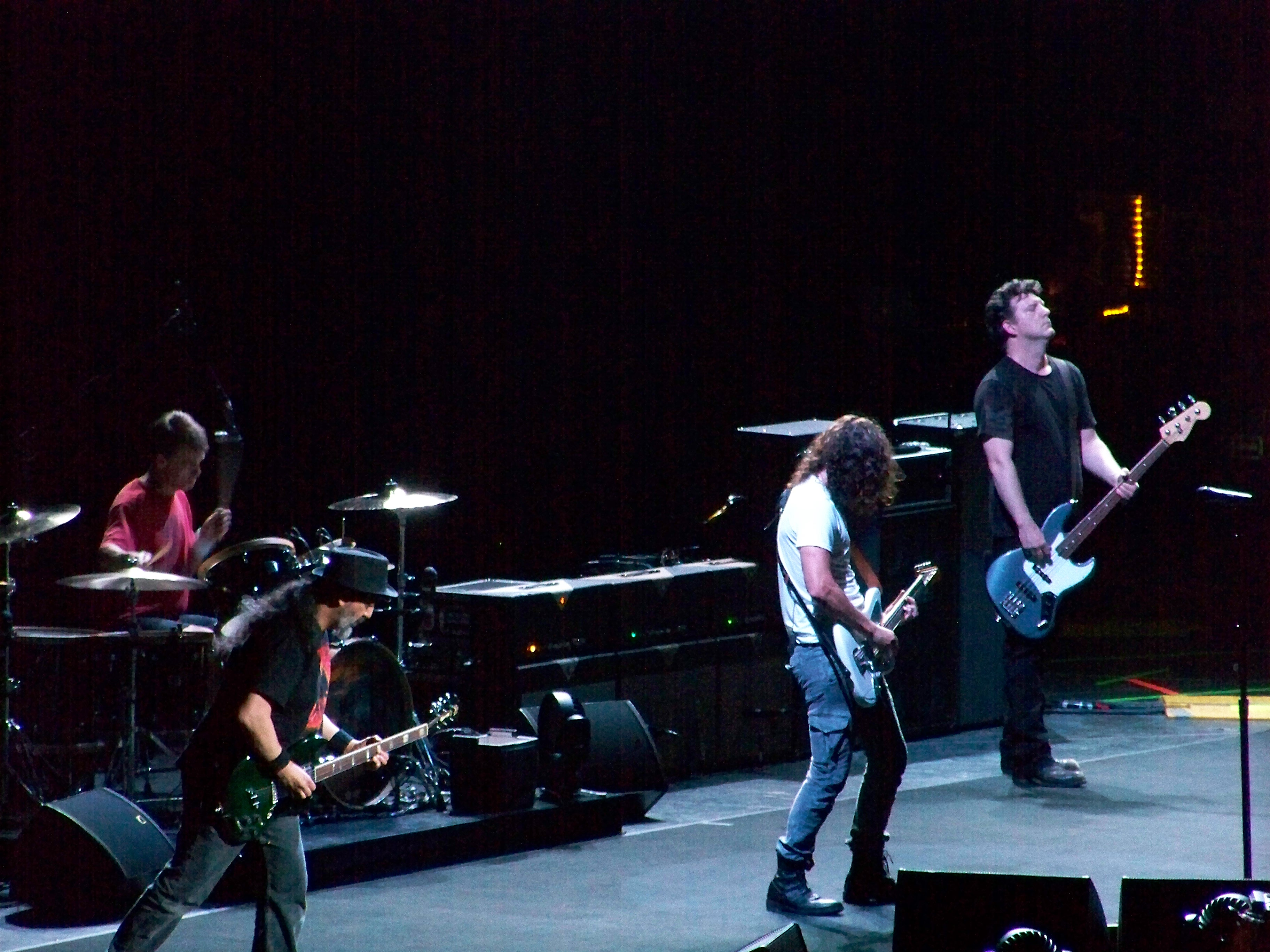
Soundgarden podczas koncertu w Comcast Center, lipiec 2011

W 1984 Cornell wraz z Thayilem i Yamamoto uformował zespół Soundgarden. Nazwę zaczerpnęli od A Sound Garden, artystycznej instalacji dźwiękowej mieszczącej się w parku Magnuson w Seattle. Początkowo Cornell śpiewał i grał na perkusji, lecz w 1985, po przyjęciu Scotta Sundquista, którego znał z pracy w Ray’s Boathouse, mógł skupić się na śpiewaniu. Po podpisaniu kontraktu z wytwórnią Sub Pop, zespół wydał minialbumy Screaming Life (1987) i Fopp (1988). W 1988 muzycy podpisali umowę z SST, dzięki czemu opublikowali debiutancki album studyjny Ultramega OK (1988). Rok później Soundgarden nawiązał współpracę z A&M, stając się pierwszym wykonawcą z Seattle, który związał się umową z dużą wytwórnią. 5 września został opublikowany album Louder Than Love, wyprodukowany przez Terry’ego Date. Zespół aktywnie koncertował z The Big F i Faith No More na trasie po Stanach Zjednoczonych, otwierając występy dla thrashmetalowej kapeli Voivod, promującej album Nothingface z 1989.
W czerwcu 1990 na stanowisko basisty został przyjęty Ben Shepherd, z którym muzycy przystąpili do pracy nad nowym materiałem. Wydany 8 października 1991 Badmotorfinger zebrał przychylne recenzje krytyków muzycznych, co pozwoliło Soundgarden zwrócić na siebie większą uwagę i zainteresowanie mediów głównego nurtu w Stanach Zjednoczonych wraz z Alice in Chains, Pearl Jam i Nirvaną. Teledyski do singlowych utworów „Jesus Christ Pose”, „Outshined” i „Rusty Cage” zaczęły być regularnie prezentowane w MTV . Niektóre z tekstów autorstwa Cornella wzbudzały kontrowersje. „Jesus Christ Pose” został zdjęty z anteny przez MTV z powodu swojego antychrześcijańskiego przekazu. Sam wokalista odpierał zarzuty, tłumacząc na łamach magazynu „Spin”, że „utwór nie miał na celu przekazu antychrześcijańskiego, tylko krytykował osoby publiczne, które wykorzystują symbole religijne do przedstawienia siebie jako nękanych i prześladowanych”. Promując album, Soundgarden, prócz własnych koncertów, otwierał występy dla Guns N’ Roses w ramach ogólnoświatowego tournée Use Your Illusion Tour. Od lipca do września 1992 muzycy występowali na festiwalu muzyki alternatywnej Lollapalooza, grając u boku Ministry, Pearl Jam i Red Hot Chili Peppers.

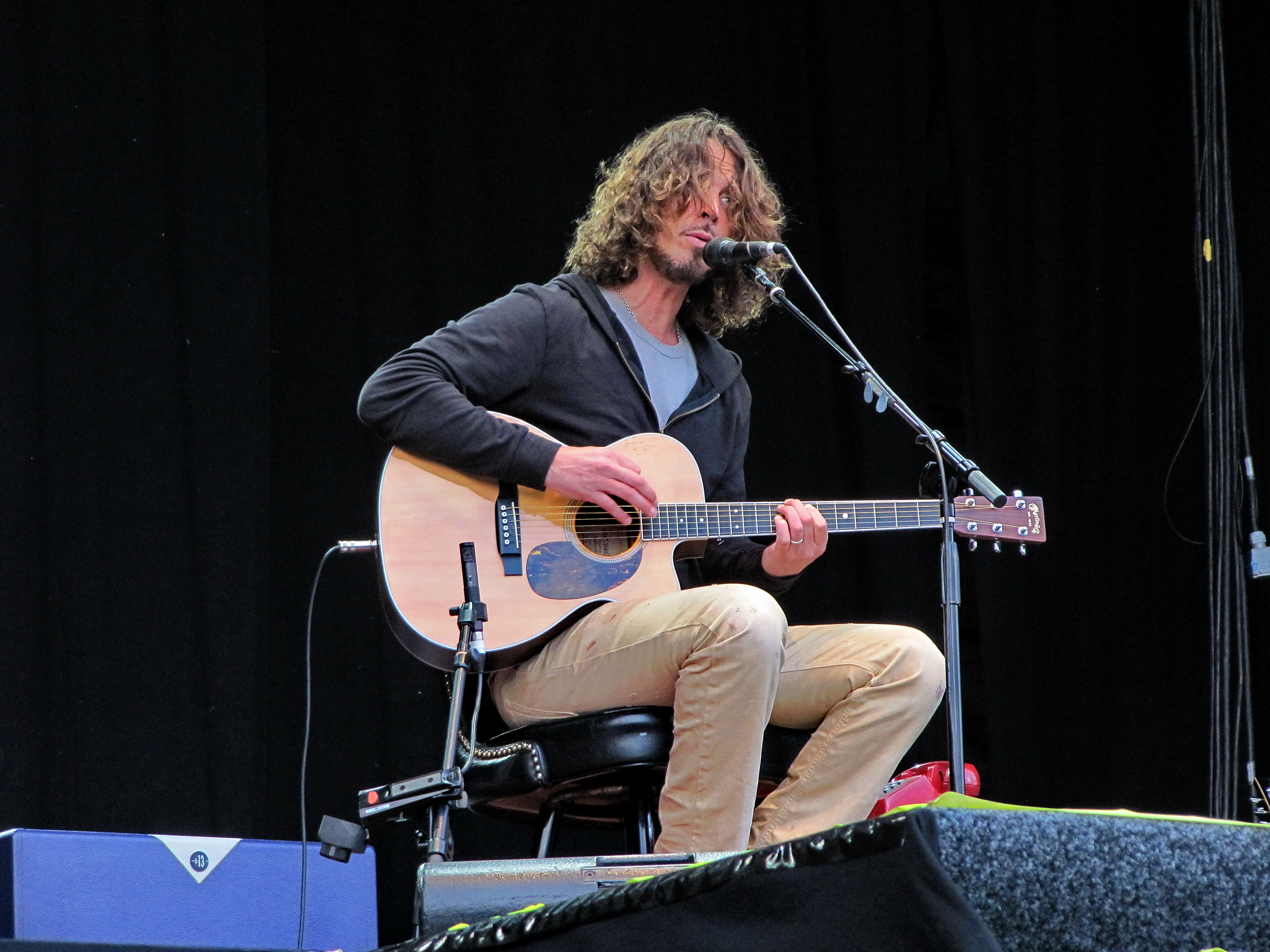
Chris Cornell na festiwalu Bospop, lipiec 2012

Wydany na początku marca 1994 czwarty album studyjny Superunknown okazał się przełomem w karierze zespołu. Zadebiutował na 1. pozycji zestawienia Billboard 200, zyskując pochlebne recenzje krytyków. Uplasował się na 13. lokacie wśród najlepiej sprzedających się płyt muzycznych roku, w rankingu przygotowanym przez „Billboard”. W 1995 Soundgarden został dwukrotnym laureatem nagrody Grammy za utwory „Black Hole Sun” i „Spoonman”. W wyniku intensywnego koncertowania, zespół zmuszony był zawiesić na kilka miesięcy część trasy, z powodu wykrycia przez lekarzy u Cornella poważnego nadwerężenia strun głosowych, które mogły skutkować całkowitą utratą głosu.
W listopadzie 1996 grupa wydała piąty album studyjny Down on the Upside, będący zmianą kierunku muzycznego. Zawierał on więcej alternatywnych, akustycznych i psychodelicznych rozwiązań. Zmianom uległy także teksty Cornella, które były mniej mroczne i skupiały się w większym stopniu na „autentycznych przeżyciach”. Promując album, Soundgarden koncertował od czerwca do sierpnia na festiwalu Lollapalooza, grając na głównej scenie obok zespołów Metallica, Ramones, Rancid i Screaming Trees. Perkusista Matt Cameron przyznał, że grupa nie brzmiała dobrze, przez co występy były „koszmarne”. Pomiędzy muzykami nieustannie rosło napięcie w trakcie koncertowania. 9 lutego 1997 zespół zagrał ostatni występ przed zawieszeniem działalności, a 8 kwietnia muzycy ogłosili rozstanie.
1 stycznia 2010 za pośrednictwem konta na Twitterze, Cornell ogłosił reaktywację Soundgarden. 13 listopada 2012 nakładem wytwórni Republic grupa wydała szósty album studyjny King Animal, aktywnie koncertując, między innymi na różnych festiwalach muzycznych. Do 2015 członkowie zespołu zagrali ponad 150 występów.

#### Kariera solowa

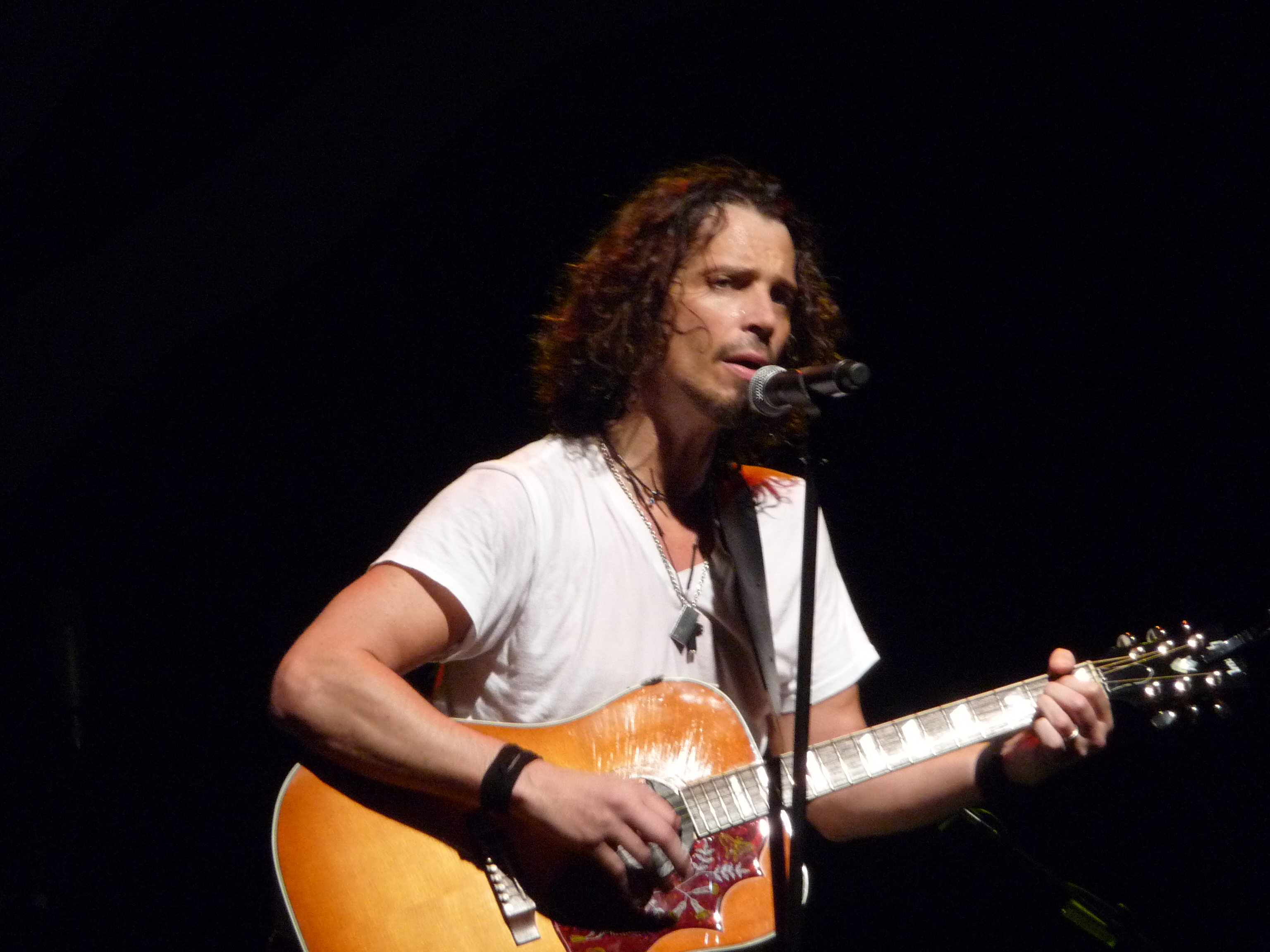
Chris Cornell, 4 kwietnia 2009

W 1998, po zawieszeniu działalności przez Soundgarden, Cornell rozpoczął karierę solową. Nawiązał współpracę z gitarzystą Alainem Johannesem i rosyjską wokalistką zespołu Eleven, Natashą Shneider. Debiutancki album Euphoria Morning ukazał się 21 września 1999. W stosunku do twórczości Soundgarden, płyta Cornella zawierała inne rozwiązania brzmieniowe, czerpiąc inspiracje z muzyki alternatywnej, białego soulu, bluesa, folk rocka, popu i rocka psychodelicznego. Muzyk powoływał się na wpływy Bona Scotta, Joego Cockera i Otisa Reddinga. Promujący singel „Can’t Change Me” uzyskał nominację do nagrody Grammy w kategorii Best Male Rock Vocal Performance. Według danych przedstawionych przez Nielsen SoundScan, Euphoria Morning (do 2017) osiągnął sprzedaż na poziomie 350 tys. egzemplarzy w Stanach Zjednoczonych.
W trakcie sesji do drugiego albumu studyjnego Cornell uległ wypadkowi na motocyklu, zderzając się z ciężarówką i przelatując siedem metrów nad ziemią. Pomimo odniesionych niegroźnych obrażeń, tego samego dnia wrócił do studia, kontynuując prace nad płytą. Premiera Carry On odbyła się 5 czerwca 2007. Płyta uzyskała w Stanach Zjednoczonych nakład sprzedaży na poziomie 120 tys. egzemplarzy oraz 300 tys. poza granicami kraju. W przeciwieństwie do Euphoria Morning, Carry On zawierał więcej rockowych brzmień, wzbogaconych o akustyczne i soft rockowe rozwiązania. W ramach promocji wokalista zagrał niespełna 150 występów w przeciągu półtora roku, docierając do takich państw jak Meksyk, Islandia, Brazylia, Turcja czy Republika Południowej Afryki.

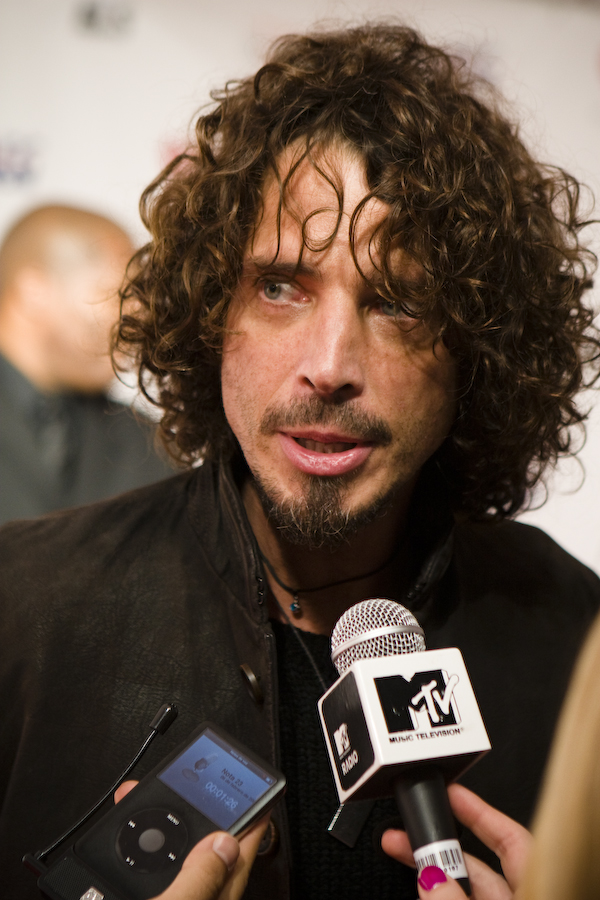
Chris Cornell, 6 lutego 2009

W 2008 muzyk koncertował u boku między innymi Aerosmith i Linkin Park, uczestnicząc przez ponad miesiąc w trasie Projekt Revolution, wykonując na scenie wspólnie z muzykami cover Temple of the Dog „Hunger Strike”.
Rok później Cornell nawiązał współpracę z Timbalandem, czego efektem był utrzymany w klimacie popu, muzyki elektronicznej i współczesnego R&B trzeci album studyjny Scream. „Prawdę mówiąc, jedyną stuprocentową pewną rzeczą jeśli chodzi o Scream było to, że fani rocka będą zszokowani i wielu z nich ten album odrzuci (…) Byłem świadomy tego, że wywoła kontrowersje. Na pewno nie planowałem nagrać płyty, która brzmiałaby jak moje poprzednie albumy” – wspominał. Scream osiągnął w większości negatywne recenzje. Album uważany był za najbardziej kontrowersyjny eksperyment w całej karierze muzyka.

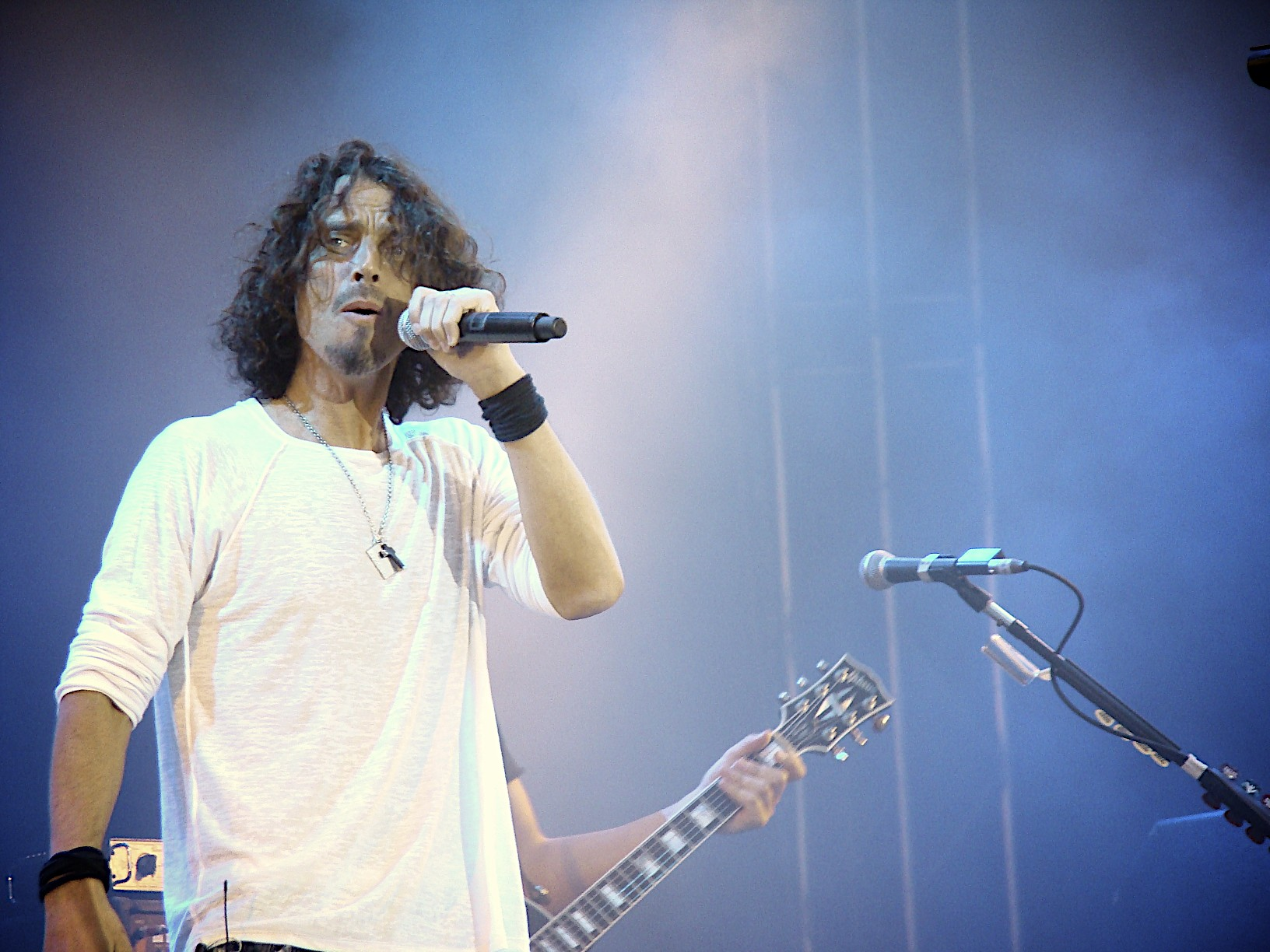
Chris Cornell podczas występu na festiwalu Peace & Love w Borlänge, 27 czerwca 2009

W 2011 Cornell zainaugurował akustyczną trasę Songbook, przemianowaną następnie w Acoustic Tour. „W większości były to utwory rockowe, które redukowałem do absolutnych podstaw: żebym mógł je zaśpiewać i zagrać tylko na gitarze akustycznej. Było to ekscytujące, bo fani mogli usłyszeć znane sobie piosenki w zupełnie nowym kontekście”. W listopadzie tego samego roku opublikował album koncertowy Songbook, będący podsumowaniem pierwszego etapu trasy. Płyta osiągnęła w Stanach Zjednoczonych nakład sprzedaży na poziomie 80. tys. kopii. Prócz solowych utworów, album wypełniły covery Audioslave, Soundgarden, Temple of the Dog oraz „Thank You” Led Zeppelin i „Imagine” Johna Lennona.
21 stycznia 2013 Cornell wystąpił z dziesięciominutowym repertuarem podczas uroczystości Commander in Chief’s Ball, wykonując przy akompaniamencie gitary akustycznej trzy utwory, wśród nich cover „Long as I Can See the Light” Creedence Clearwater Revival i „Imagine” Lennona. Wieczorem tego samego dnia, wraz z Soundgarden zaprezentował na balu inauguracyjnym prezydenta Baracka Obamy w Białym Domu kompozycje „Been Away Too Long”, „Outshined” i „Rusty Cage”.
18 września 2015 wokalista opublikował swój czwarty album solowy Higher Truth, wyprodukowany przez Brendana O’Briena, podsumowując go w następujący sposób: „Czuję, że Higher Truth może być nowym początkiem, który w końcu nada tożsamość mojej solowej karierze. Kiedy ją zaczynałem, chyba unikałem wszelkiej tożsamości. Jedynym celem było zrobienie czegoś, co nie zabrzmi jak Soundgarden – zespół, z którego byłem najbardziej znany. To pierwsza płyta, która oddaje to, kim jestem”. W 2016 Cornell intensywnie koncertował, promując nowy materiał. Łącznie dał ponad 70 występów.

#### Audioslave

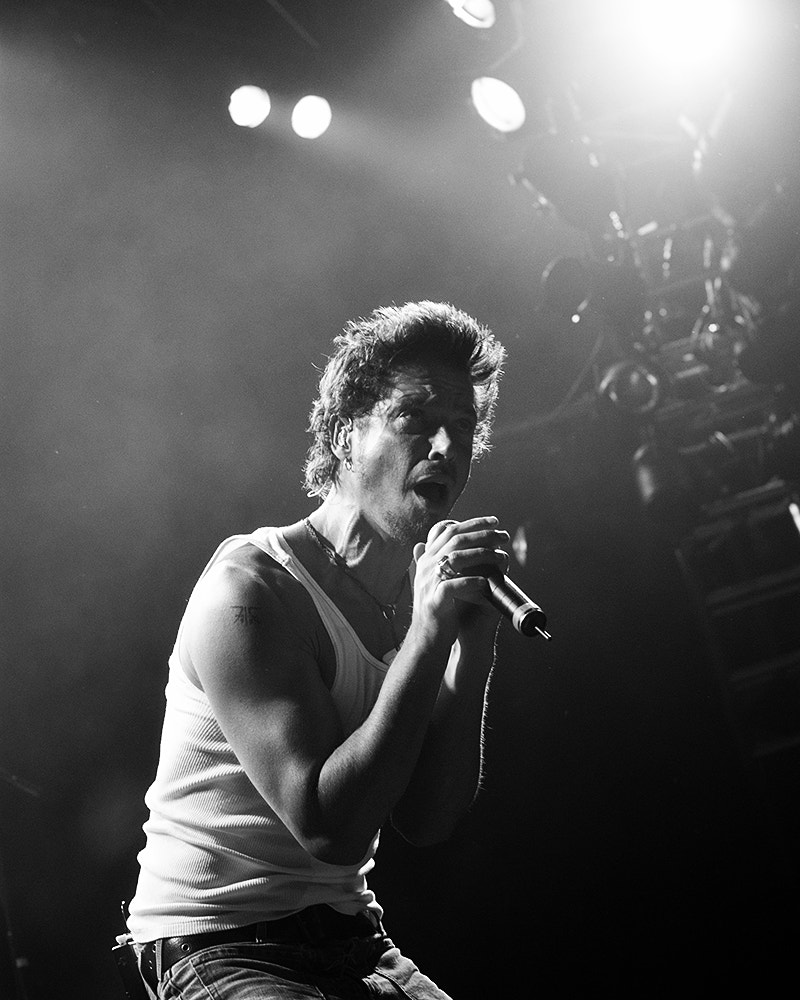
Chris Cornell podczas koncertu Audioslave w Burgettstown w ramach festiwalu Lollapalooza, 19 czerwca 2003

W wyniku odejścia Zacka de la Rochy z Rage Against the Machine, pozostali członkowie zespołu rozpoczęli poszukiwania wokalisty do nowego projektu muzycznego. Za namową producenta Ricka Rubina zdecydowali się na zatrudnienie Cornella, który w owym czasie pracował nad materiałem na drugi album solowy. W trakcie dziewiętnastu dni prób skomponowali łącznie dwadzieścia jeden utworów. Pod koniec maja 2001 przystąpili do pracy nad debiutanckim albumem Audioslave, który ukazał się w listopadzie 2002. „Praca nad płytą poszła dobrze, ale tak naprawdę nie znałem tych trzech gości. Czułem się tak, jakbym zmieniał szkołę, minęło trochę czasu zanim poczułem: w porządku, to mój nowy dom, to są moi przyjaciele i teraz jestem w innym zespole”. Debiut spotkał się z pozytywnym przyjęciem przez krytyków, sprzedając się w pierwszym tygodniu w 160 tys. nakładzie. Singel „Like a Stone” został nominowany do nagrody Grammy w kategorii Best Hard Rock Performance, natomiast płyta została wyróżniona nominacją w kategorii Best Rock Album. Z uwagi na problemy Cornella z alkoholem i „kryzysem osobowym”, supergrupa odwołała swój udział w trasie Ozzfest. Po zakończeniu terapii odwykowej, muzyk powrócił na scenę, a w 2004 przystąpił wraz z pozostałymi do prac nad drugą płytą.
Album Out of Exile powtórzył sukces debiutu, zbierając pochlebne recenzje, a krytycy podkreślali lepszą formę wokalną Cornella, na którą wpływ miało zerwanie z nałogiem alkoholowym i papierosowym. Muzyk przyznał, że pod wpływem pozytywnych zmian w swoim życiu, stworzył najbardziej osobiste teksty. Audioslave intensywnie koncertował, dając ponad 90 występów w Ameryce Północnej i Europie. Na początku września 2006 muzycy opublikowali trzeci album Revelations. Pochodzący z niego singel „Doesn’t Remind Me” wyróżniono nominacją do nagrody Grammy w kategorii Best Hard Rock Performance. Zespół zrezygnował z trasy promującej z uwagi na inne zobowiązania Cornella oraz kontynuację przez Toma Morello pracy nad solowym projektem The Nightwatchman. 15 lutego 2007 Cornell oficjalnie ogłosił swoje odejście z zespołu. W wydanym oświadczeniu przyznał, że „ze względu na narastające konflikty osobowości, a także różnice muzyczne, opuszczam na stałe Audioslave”.
20 stycznia 2017 muzycy zagrali w oryginalnym składzie po raz pierwszy od dwunastu lat. Występ odbył się w ramach anty-inauguracyjnego balu grupy Prophets of Rage, sprzeciwiającej się wyborowi Donalda Trumpa na prezydenta Stanów Zjednoczonych. Cornell, Morello, Tim Commerford i Brad Wilk wykonali wspólnie trzy kompozycje: „Cochise” „Like a Stone” i „Show Me How to Live”.

#### Inne projekty

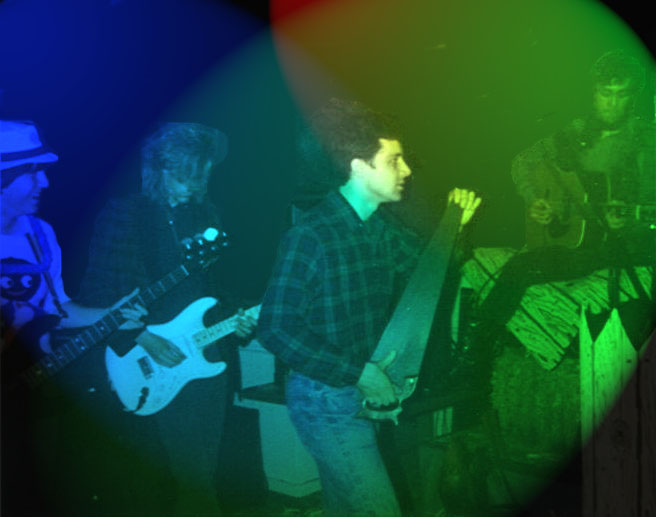
Cornell w trakcie koncertu Center for Disease Control Boys (1987)

W latach 1986–1987 Cornell był członkiem Center for Disease Control Boys, grupy prezentującej western swing. Formacja istniała przez sześć miesięcy, i wykonywała kompozycje z repertuaru takich artystów jak Asleep at the Wheel, Bob Wills i Woody Guthrie. Podczas swoich koncertów, muzycy wykorzystywali na scenie różnego rodzaju przebrania, przedmioty i rekwizyty.
Po przedwczesnej śmierci frontmana Mother Love Bone, Andrew Wooda, Cornell, będący bliskim przyjacielem muzyka, napisał w trakcie trwania trasy z Soundgarden dwa utwory: „Reach Down” i „Say Hello 2 Heaven”. Po powrocie do domu zaprosił do współpracy Jeffa Amenta i Stone’a Gossarda. Wkrótce skład zasilili gitarzysta Mike McCready, perkusista Matt Cameron oraz wokalista Eddie Vedder. Efektem niespełna miesięcznej sesji był album Temple of the Dog wyprodukowany przez Ricka Parashara. W listopadzie 2016, z okazji ćwierćwiecza wydania debiutanckiej płyty, Cornell wraz z zespołem dał osiem koncertów w Stanach Zjednoczonych.
W listopadzie 1991, na zaproszenie gitarzysty Jerry’ego Cantrella, Cornell wystąpił gościnnie na minialbumie Sap Alice in Chains. Wykonał część partii wokalnych w utworze „Right Turn”, obok Cantrella, Layne’a Staleya i Marka Arma z Mudhoney. Utwór nagrano pod szyldem Alice Mudgarden, którego nazwę utworzono z kontaminacji Alice in Chains, Mudhoney i Soundgarden.
W 1992 Cornell, Amment, Cameron i McCready utworzyli projekt o nazwie M.A.C.C., nagrywając kompozycję „Hey Baby (New Rising Sun)” (z repertuaru Jimiego Hendriksa) na album kompilacyjny Stone Free: A Tribute to Jimi Hendrix z 1993.

#### Współpraca

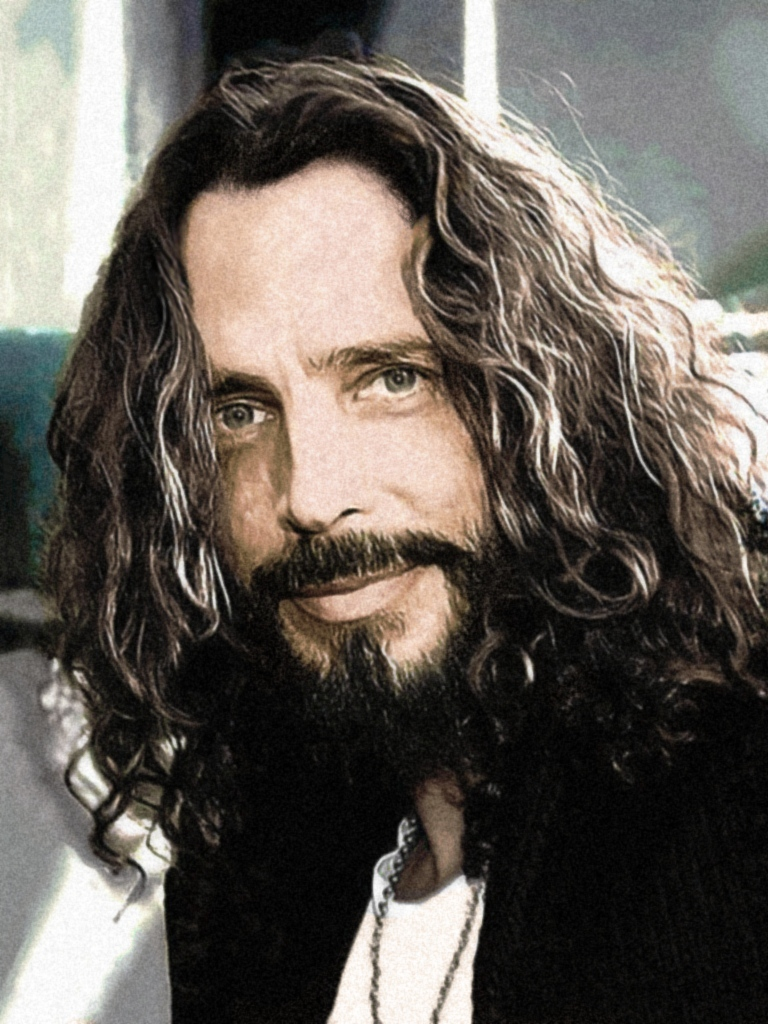
Cornell podczas Międzynarodowego Festiwalu Filmowego w Toronto (2011)

W 1991 Cornell wraz z Terrym Date zajął się procesem produkcji piątego albumu studyjnego Screaming Trees Uncle Anesthesia. Muzyk wykonał także partie wokalu wspierającego. W kwietniu tego samego roku wraz z Soundgarden wystąpił w charakterze gościnnym w filmie Camerona Crowe’a Samotnicy. Zagrał także niewielką rolę samego siebie w jednej ze scen . W 1994 nawiązał współpracę z Alice Cooperem, będąc współautorem kompozycji „Stolen Prayer” i „Unholy War”, wykorzystanych na albumie The Last Temptation. W 1997 wziął udział w nagraniu utworu „Ave Maria” w interpretacji zespołu Eleven, która znalazła się na kompilacji A Very Special Christmas 3. Cornell współpracował także z siostrami Ann i Nancy Wilson z Heart. W kwietniu 2002 wykonał w duecie z nimi kompozycję „Ring Them Bells” z repertuaru Boba Dylana na pogrzebie Layne’a Staleya (w opinii Davida de Soli, był to utwór „Wild Horses” The Rolling Stones). W 2010 napisał i zaśpiewał w utworze „Promise” na albumie solowym Slasha. Cornell współtworzył także kompozycję „Lies” formacji Gabin na płycie Third and Double. Również w 2010 pojawił się na wydawnictwie Carlosa Santany – Guitar Heaven, wykonując partie wokalne w coverze Led Zeppelin „Whole Lotta Love”.
18 kwietnia 2013 uczestniczył obok Cantrella i McCready’ego w ceremonii wprowadzenia Heart do Rock and Roll Hall of Fame. Muzyk wygłosił przemowę i wystąpił w utworze „Barracuda”. 30 stycznia 2015 wokalista wziął udział w koncercie będącym hołdem dla supergrupy Mad Season w Benaroya Hall, który odbył się przy akompaniamencie lokalnej orkiestry symfonicznej. Cornell wystąpił obok Barretta Martina i McCready’ego, wykonując trzy utwory z repertuaru Mad Season i dwa Temple of the Dog. Zapis wydarzenia ukazał się na albumie Sonic Evolution. W tym samym roku wystąpił gościnnie na płycie Zac Brown Band w utworze „Heavy Is the Head”.

#### Ścieżki filmowe
W 1992 Cornell z zespołem Soundgarden wykonał premierowy utwór „Birth Ritual” i solową kompozycję „Seasons” na potrzeby filmu obyczajowego Samotnicy w reżyserii Crowe’a. Obie kompozycje weszły w skład ścieżki dźwiękowej. Sześć lat później, przy współpracy Johannesa i Shneider, zarejestrował kompozycję „Sunshower” użytą w filmie Wielkie nadzieje (reż. Alfonso Cuarón). W maju 2000 zamieścił nową wersję utworu „Mission” (pochodzącą z debiutanckiego albumu studyjnego) na ścieżce dźwiękowej do filmu Mission: Impossible II (reż. John Woo). W 2006 wraz z kompozytorem Davidem Arnoldem, Cornell napisał „You Know My Name”, utwór użyty jako motyw przewodni w filmie o przygodach Jamesa Bonda Casino Royale (reż. Martin Campbell). Kompozycja została nagrodzona Złotym Satelitą dla najlepszej piosenki oraz World Soundtrack Award dla najlepszej piosenki skomponowanej na potrzeby filmu. „You Know My Name” uzyskał także nominację do nagrody Grammy w kategorii Best Song Written for Visual Media.
W 2011 Cornell napisał utwór „The Keeper”, wykorzystany w filmie Kaznodzieja z karabinem (reż. Marc Forster). Uzyskał on nominację do Złotego Globu. W 2013 napisał kompozycję „Misery Chain”, którą wykonał w duecie z Joy Williams na potrzeby produkcji Zniewolony (reż. Steve McQueen). W 2017 Cornell skomponował utwór „The Promise”, będący motywem przewodnim promocji dramatu historycznego Przyrzeczenie (reż. Terry George). Kompozycja uzyskała nominacje do nagrody Grammy w kategorii Best Rock Performance.

### Śmierć i pogrzeb

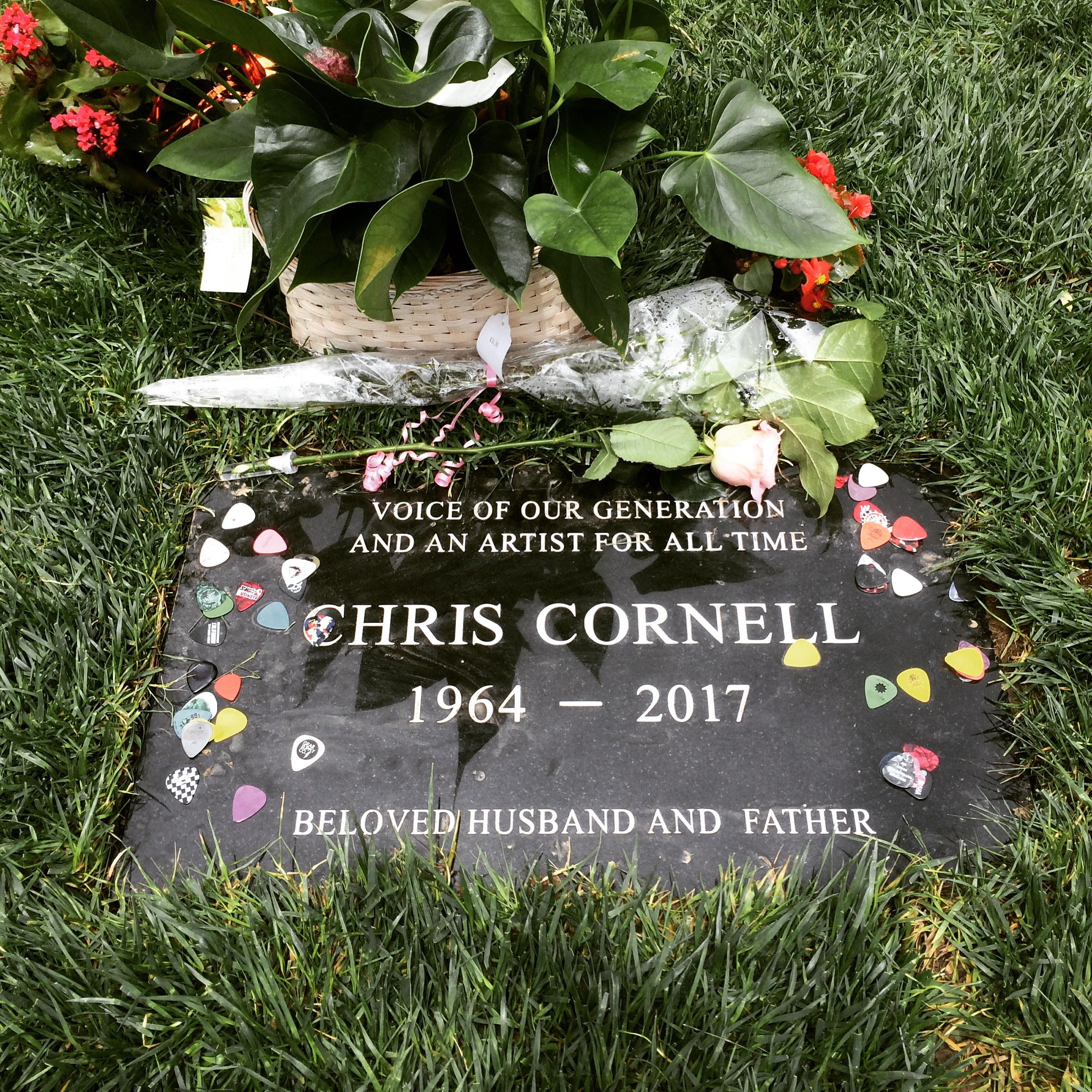
Nagrobek Cornella (czerwiec 2017)

17 maja 2017 Cornell zagrał koncert z Soundgarden w Fox Theatre w Detroit. Po zakończeniu występu udał się w towarzystwie ochrony do hotelu MGM Grand Detroit, gdzie około godziny dwudziestej trzeciej trzydzieści pięć rozmawiał telefonicznie ze swoją żoną Vicky Karayiannis. Kobieta twierdziła później, że była w kontakcie z nim przed i po koncercie, przyznając, że z jednej strony nie zdradzał on ówcześnie żadnych cech samobójczych ani stanu depresyjnego, jednak z drugiej strony potwierdziła, że zaniepokoił ją stan męża: „Gdy rozmawialiśmy po koncercie zauważyłam, że bełkocze; był jakiś inny. Gdy powiedział mi, że mógł wziąć jedną lub dwie dodatkowe tabletki ativanu, zadzwoniłam do ochrony i poprosiłam, żeby sprawdzili, czy wszystko z nim dobrze”. Piętnaście minut po północy Martin Kirsten udał się do pokoju artysty, lecz nie mógł dostać się do środka, wskutek czego wyważył drzwi wejściowe, a następnie do łazienki, gdzie znalazł ciało Cornella leżące na podłodze. Jak relacjonował, muzyk miał zaciśniętą na szyi czerwoną elastyczną taśmę do ćwiczeń, a z ust wypływała krew. Obsługa hotelowa i ochroniarz nie byli w stanie przywrócić funkcji życiowych. Wezwany na miejsce zdarzenia ratownik przybył tuż przed pierwszą w nocy. Zdjął z szyi czerwoną taśmę i przystąpił do wykonania resuscytacji krążeniowo-oddechowej. O wpół do drugiej w nocy lekarz stwierdził zgon. W informacji koronera wskazano, iż Cornell popełnił samobójstwo przez powieszenie przy użyciu czerwonej, elastycznej gumy do ćwiczeń przywiązanej do karabinka, umocowanego między drzwiami a górną framugą. Raport z przeprowadzonego w ramach sekcji zwłok badania toksykologicznego wykazał obecność w organizmie Cornella ślady kilku leków wydawanych na receptę, w tym butalbitalu, naloksonu i pseudoefedryny. Z raportu wynikało również, że przed śmiercią wokalista zażył cztery tabletki ativanu.
Skremowane szczątki muzyka zostały pochowane na Hollywood Forever Cemetery w Los Angeles, obok przyjaciela Cornella Johnny’ego Ramone. Prócz najbliższej rodziny i znajomych, w uroczystościach pogrzebowych udział wzięło wielu artystów, między innymi Brad Pitt, Chester Bennington, Christian Bale, Courtney Love, Dave Navarro, Dave Grohl, James Franco, James Hetfield, Jerry Cantrell, Joe Walsh, Josh Brolin, Lars Ulrich, Nile Rodgers, Perry Farrell i Tom Morello. Członkowie Soundgarden Kim Thayil i Matt Cameron, basista Pearl Jam Jeff Ament oraz aktor Josh Brolin wygłosili mowy pogrzebowe. Bennington wykonał utwór „Hallelujah” z repertuaru Leonarda Cohena.

## Życie prywatne
Pierwszą żoną Cornella była Susan Silver, ówczesna menedżerka Alice in Chains, Screaming Trees i Soundgarden, z którą pobrał się 22 września 1990, po pięciu latach znajomości. Mieli córkę Lilian Jean (ur. 28 czerwca 2000). Rozwiedli się 2 marca 2004. W tym samym roku Cornell ożenił się z amerykańską publicystką i dziennikarką greckiego pochodzenia Vicky Karayiannis, którą poznał w 2003 podczas pierwszej europejskiej trasy Audioslave. Mieszkali między innymi w Paryżu. Mieli dwójkę dzieci – córkę Toni (ur. 18 września 2004) i syna Christophera Nicolasa (ur. w grudniu 2005). Wraz z żoną i przyjaciółmi Cornell prowadził restaurację Black Calvados, którą otworzył w 2006. W 2012 on i jego żona zostali inicjatorami utworzenia fundacji (Chris & Vicky Cornell Foundation), której zadaniem jest opieka nad dziećmi bezdomnymi, ubogimi i maltretowanymi.

### Uzależnienia
Chris Cornell przez większą część swojego życia walczył z depresją oraz różnymi uzależnieniami; w latach młodzieńczych miał styczność z substancjami narkotycznymi, a w późniejszym czasie zmagał się głównie z alkoholizmem i zażywaniem leków na receptę (między innymi oksykodon). Wpływ na to miało zawieszenie działalności przez Soundgarden w 1997 i nieudane pierwsze małżeństwo. Pod koniec 2002 udał się na leczenie odwykowe, a trzy lata później całkowicie zerwał z piciem i paleniem papierosów. Odnosząc się do tego okresu, przyznał w 2006: „Przeszedłem bardzo poważny kryzys depresyjny, gdzie codziennie nie byłem w stanie zjeść całego posiłku. Był to taki rodzaj zamknięcia. Ostatecznie stwierdziłem, że jedynym sposobem na poradzenie sobie z tym wszystkim będzie zmiana praktycznie wszystkiego w moim życiu. To bardzo przerażające rzeczy, ale było warto”.
W maju 2007 został laureatem nagrody im. Stevie’a Raya Vaughana za „poświęcenie i wsparcie funduszu MusiCares oraz zaangażowanie w pomoc innym uzależnionym osobom w procesie odzyskiwania zdrowia”. Nagrodę wręczył Alice Cooper.

## Spuścizna
Chris Cornell uznawany jest za jednego najwybitniejszych wokalistów rockowych w historii. W listopadzie 2006 został sklasyfikowany na 4. miejscu w rankingu „100 najlepszych metalowych wokalistów wszech czasów” sporządzonym przez „Hit Parader”. W 2011 nazwisko muzyka zostało zamieszczone na 9. lokacie zestawienia „najlepszych wokalistów wszech czasów” według „Rolling Stone’a”. W 2013 redakcja magazynu „Guitar World” uznała Cornella za „najlepszego wokalistę rockowego”, wyprzedzając między innymi Roberta Planta, Freddiego Mercury’ego i Ozzy’ego Osbourne’a. Wielu muzyków, wśród nich Alice Cooper, Axl Rose i Ronnie James Dio, wymieniało Cornella jako najlepszego wokalistę w historii rocka.

### Upamiętnienie

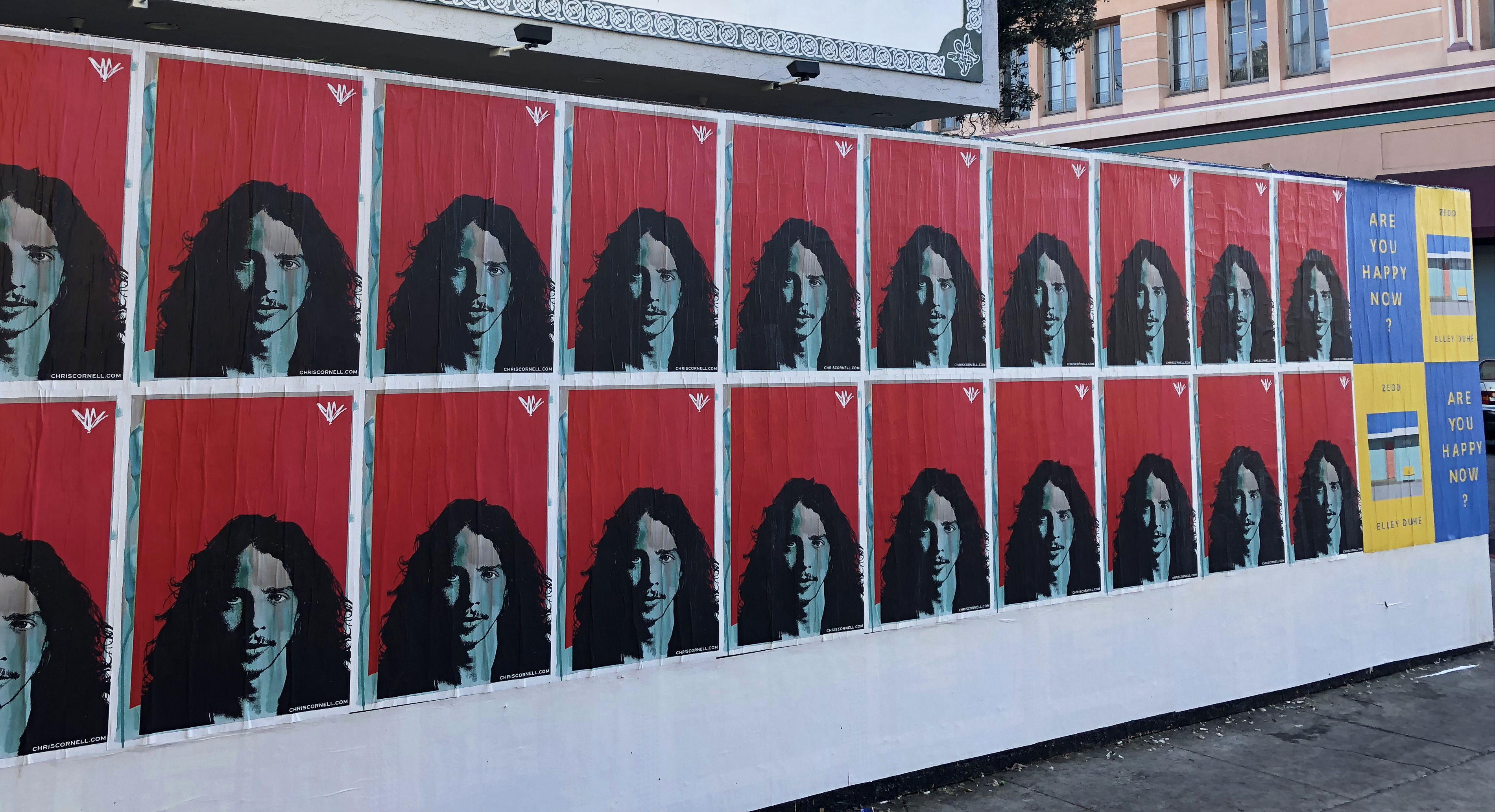
Plakaty przedstawiające Chrisa Cornella na jednej ze ścian w Los Angeles (wrzesień 2018)

Śmierć Cornella wywołała duże poruszenie w środowisku muzycznym. Wielu artystów uczciło pamięć wokalisty na swoich nagraniach i podczas koncertów, w tym między innymi: Aerosmith (Steven Tyler wykonał ku czci pamięci Cornella utwór „Dream On”), Alice in Chains (zespół zamieścił na albumie studyjnym Rainier Fog z 2018 utwór „Never Fade”, zainspirowany śmiercią wokalisty), Ann Wilson (wokalistka nagrała cover Audioslave „I Am the Highway” na tribute albumie Immortal z 2018), Corey Taylor (muzyk wykonał przy akompaniamencie gitary akustycznej cover Temple of the Dog „Hunger Strike”), Linkin Park (zespół zadedykował pamięci Cornella utwór „One More Light” wykonany w programie Jimmy Kimmel Live! 19 maja 2017), Living Colour (muzycy wykonali cover Soundgarden „Blow Up the Outside World”), Megadeth (grupa wykonała cover „Outshined” w trakcie koncertu w Tokio 18 maja 2017), Red Hot Chili Peppers (Josh Klinghoffer zagrał cover utworu Cornella „Seasons”) i U2 (zespół zadedykował „Running to Stand Still” pamięci Cornella podczas koncertu 20 maja 2017).
25 września 2017 podczas uroczystości w Los Angeles, muzyk został pośmiertnie uhonorowany nagrodą Kawalera praw człowieka za swoją działalność dobroczynną, a także skomponowanie utworu „The Promise”. Nagrodę odebrała wdowa Vicky Karayiannis. 8 października 2018 na terenie Museum of Pop Culture w Seattle odbyła się uroczystość odsłonięcia pomnika Cornella, w której udział wzięła wdowa po muzyku, jego dzieci oraz członkowie Soundgarden – Ben Shepherd, Kim Thayil i Matt Cameron. 16 listopada na rynku ukazał się specjalny box set, stanowiący podsumowanie kariery muzycznej wokalisty, zatytułowany Chris Cornell. W jego skład weszły 4 płyty CD, jedna DVD i 7 płyt gramofonowych.
16 stycznia 2019 w Kia Forum w Inglewood odbył się specjalny koncert poświęcony pamięci muzyka I Am the Highway: A Tribute to Chris Cornell. Udział w nim wzięło wielu artystów, między innymi Adam Levine, Foo Fighters, Geezer Butler, Jerry Cantrell i William DuVall (Alice in Chains), Joshua Homme, The Melvins, Miley Cyrus, Metallica, Perry Farrell, Rita Wilson, Stone Gossard i Jeff Ament (Temple of the Dog, Pearl Jam) oraz Tom Morello i Brad Wilk (Audioslave). Cały dochód z koncertu przekazano na rzecz organizacji walczącej z pęcherzowym oddzielaniem się naskórka.
Utwór „Gone Too Soon” Scotta Stappa, opublikowany na albumie The Space Between The Shadows (2019), został zainspirowany odejściem Cornella i Chestera Benningtona.

## Dyskografia

### Inne

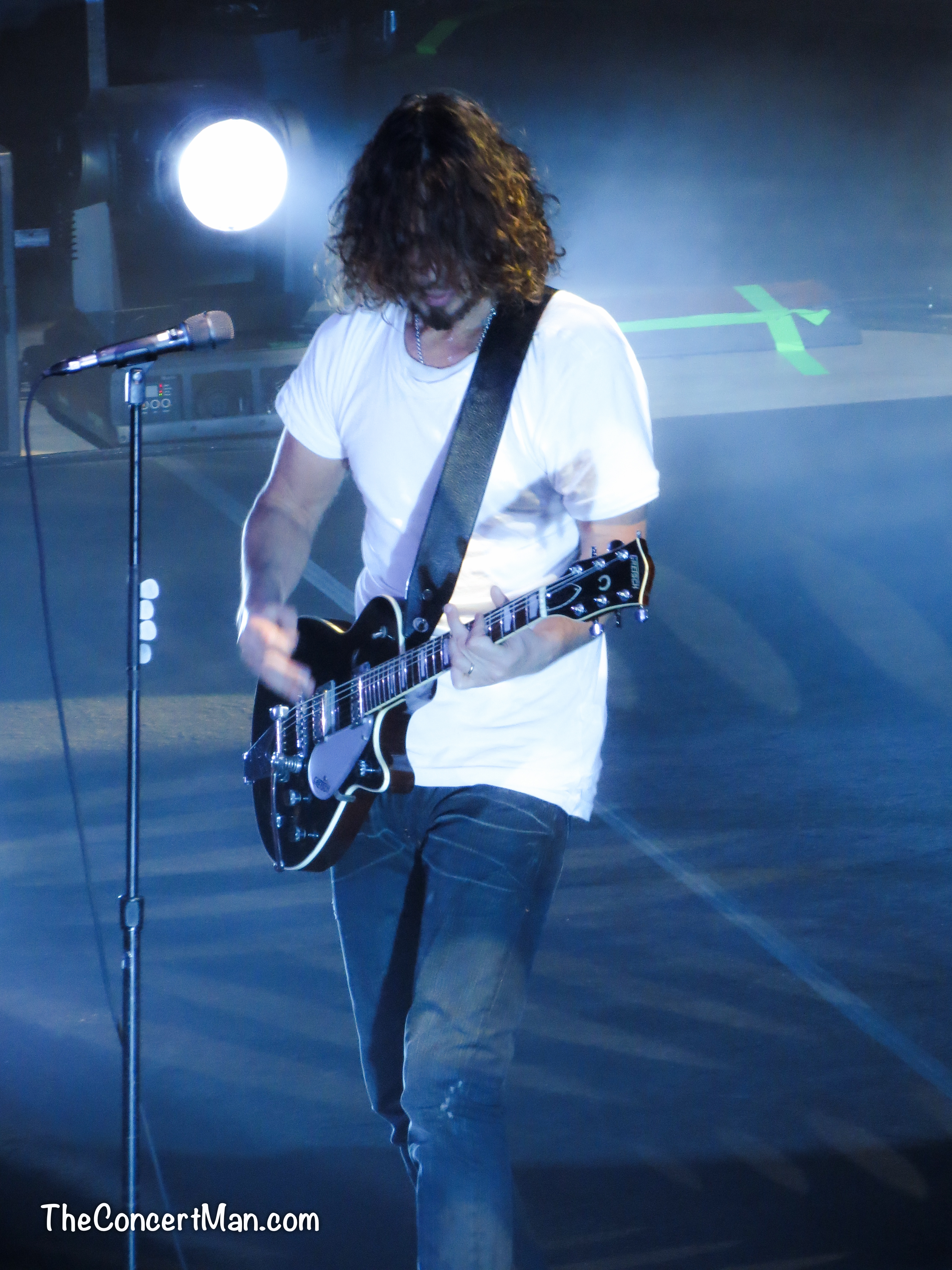
Chris Cornell, 18 stycznia 2013

| Rok  | Album                                         | Uwagi                                                                                               | Źródło  |
| ---- | --------------------------------------------- | --------------------------------------------------------------------------------------------------- | ------- |
| 1991 | Screaming Trees – Uncle Anesthesia            | produkcja muzyczna, wokal wspierający                                                               | [ 62 ]  |
| 1992 | Alice in Chains – Sap (EP)                    | gościnnie śpiew w utworze „Right Turn”                                                              | [ 59 ]  |
| 1994 | Alice Cooper – The Last Temptation            | współautor oraz śpiew w utworach „Stolen Prayer” i „Unholy War”                                     | [ 64 ]  |
| 1997 | Ramones – We’re Outta Here!                   | gościnnie śpiew w utworze „Chinese Rocks”                                                           | [ 105 ] |
| 2008 | Linkin Park – Songs from the Underground (EP) | gościnnie śpiew w utworze „Hunger Strike”                                                           | [ 64 ]  |
| 2010 | Slash – Slash                                 | gościnnie śpiew w utworze „Promise”                                                                 | [ 64 ]  |
| 2010 | Gabin – Third and Double                      | gościnnie śpiew w utworze „Lies”                                                                    | [ 64 ]  |
| 2010 | Carlos Santana – Guitar Heaven                | gościnnie śpiew w utworze „Whole Lotta Love”                                                        | [ 64 ]  |
| 2015 | Mad Season – Sonic Evolution                  | śpiew w „Long Gone Day”, „River of Deceit”, „I Don’t Know Anything”, „Call Me a Dog” i „Reach Down” | [ 69 ]  |
| 2015 | Zac Brown Band – Jekyll + Hyde                | gościnnie śpiew w utworze „Heavy Is the Head”                                                       | [ 64 ]  |

## Filmografia
| Tytuł             | Rok  | Uwagi                                        | Źródło  |
| ----------------- | ---- | -------------------------------------------- | ------- |
| Samotnicy         | 1992 | film obyczajowy, reżyseria: Cameron Crowe    | [ 7 ]   |
| Hype!             | 1996 | film dokumentalny, reżyseria: Doug Pray      | [ 106 ] |
| We’re Outta Here! | 1997 | film dokumentalny, reżyseria: Kevin Kerslake | [ 105 ] |
| Pearl Jam Twenty  | 2011 | film dokumentalny, reżyseria: Cameron Crowe  | [ 107 ] |

## Nagrody i wyróżnienia

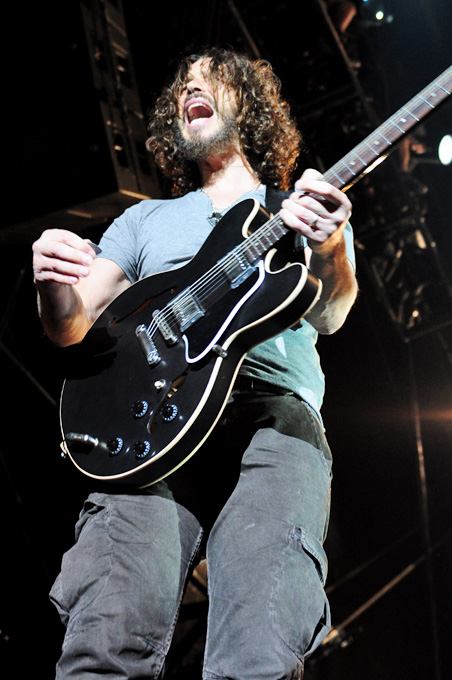
Chris Cornell w trakcie koncertu Soundgarden w ramach festiwalu Big Day Out, 5 lutego 2012

| Rok  | Kategoria                                      | Tytułem              | Nagroda                        | Nota      |
| ---- | ---------------------------------------------- | -------------------- | ------------------------------ | --------- |
| 2000 | Best Male Rock Vocal Performance               | „Can’t Change Me”    | Grammy Award                   | Nominacja |
| 2003 | Golden God                                     | Chris Cornell        | Metal Hammer Golden Gods Award | Nominacja |
| 2006 | Najlepsza piosenka                             | „You Know My Name”   | Nagroda Satelita               | Wygrana   |
| 2007 | Best Original Song Written Directly for a Film | „You Know My Name”   | World Soundtrack Award         | Nominacja |
| 2008 | Best Song Written for Visual Media             | „You Know My Name”   | Grammy Award                   | Nominacja |
| 2012 | Najlepsza piosenka                             | „The Keeper”         | Złoty Glob                     | Nominacja |
| 2013 | Best Vocalist                                  | Chris Cornell        | Revolver Golden Gods Award     | Nominacja |
| 2017 | Original Song – Feature Film                   | „The Promise”        | Hollywood Music in Media Award | Nominacja |
| 2018 | Best Rock Performance                          | „The Promise”        | Grammy Award                   | Nominacja |
| 2019 | Best Rock Performance                          | „When Bad Does Good” | Grammy Award                   | Wygrana   |

### Wyróżnienia indywidualne
| Rok  | Tytuł                                                 | Publikacja      | Pozycja |
| ---- | ----------------------------------------------------- | --------------- | ------- |
| 2006 | „100 najlepszych metalowych wokalistów wszech czasów” | „Hit Parader”   | 4       |
| 2011 | „Najlepsi wokaliści wszech czasów”                    | „Rolling Stone” | 9       |
| 2013 | „Najlepszy wokalista rockowy”                         | „Guitar World”  | 1       |